# Rubus paraguariensis
Rubus paraguariensis är en rosväxtart som först beskrevs av Robert Hippolyte Chodat och Hassler, och fick sitt nu gällande namn av I. Basualdo och E. Zardini. Rubus paraguariensis ingår i släktet rubusar, och familjen rosväxter. Inga underarter finns listade i Catalogue of Life.